# Nymphée fuligineuse
Espèce
Synonymes
- Rhyacornis fuliginosa (protonyme)

Statut de conservation UICN

 LC : Préoccupation mineure
La Nymphée fuligineuse (Phoenicurus fuliginosus) est une espèce d'oiseaux de la famille des Muscicapidae. Elle habite l'Asie du Sud, l'Asie du Sud-Est et la Chine.  Le mâle est de couleur bleu ardoise, tandis que la femelle est grise. Ils vivent généralement près des cours d'eau à fort débit.

## Taxonomie
La Nymphée fuligineuse appartient à la famille des  Muscicapidae dans l'ordre des Passeriformes.
S'appuyant sur diverses études phylogéniques, le Congrès ornithologique international (classification version 4.1, 2014) déplace cette espèce, alors placée dans le genre Rhyacornis, dans le genre Phoenicurus.

### Liste des sous-espèces
D'après la classification de référence (version 5.2, 2015) du Congrès ornithologique international (ordre phylogénique) :
- Phoenicurus fuliginosus fuliginosus Vigors, 1831 ; présente de l'est de l'Afghanistan au nord-est et à l'est de la Chine, dans la péninsule indochinoise et nord-ouest de la Thaïlande
- Phoenicurus fuliginosus affinis (Ogilvie-Grant, 1906) ; présente à Taïwan.

## Description

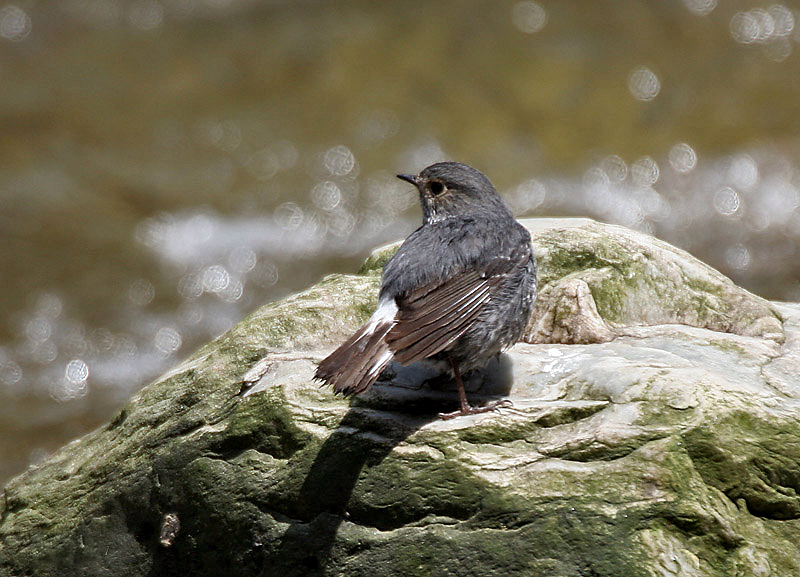
Nymphée fuligineuse, femelle, Himachal Pradesh, India

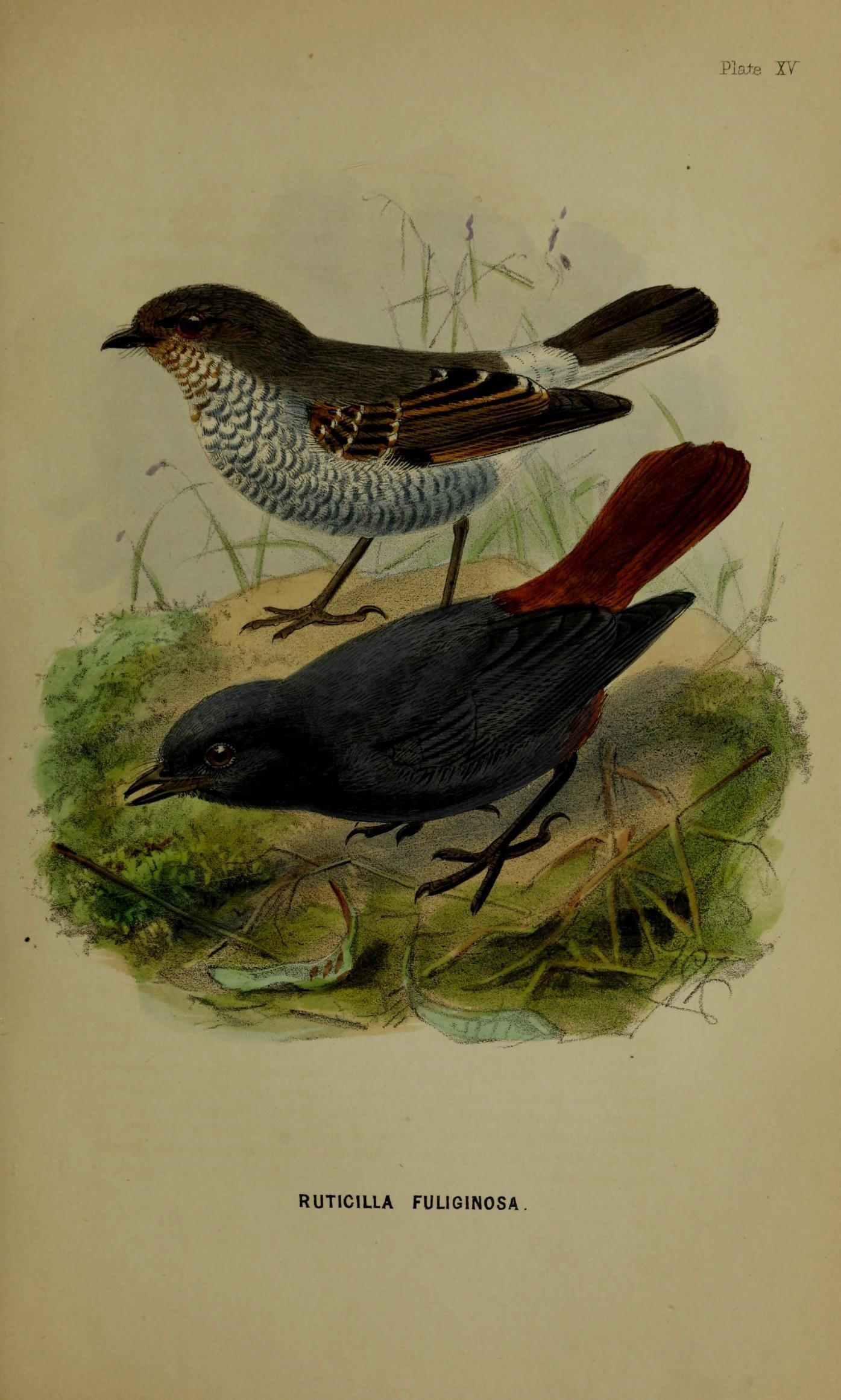

La Nymphée fuligineuse mâle mesure généralement 14 cm de long et pèse en moyenne 22 g, contre 18,8 g pour la femelle. 

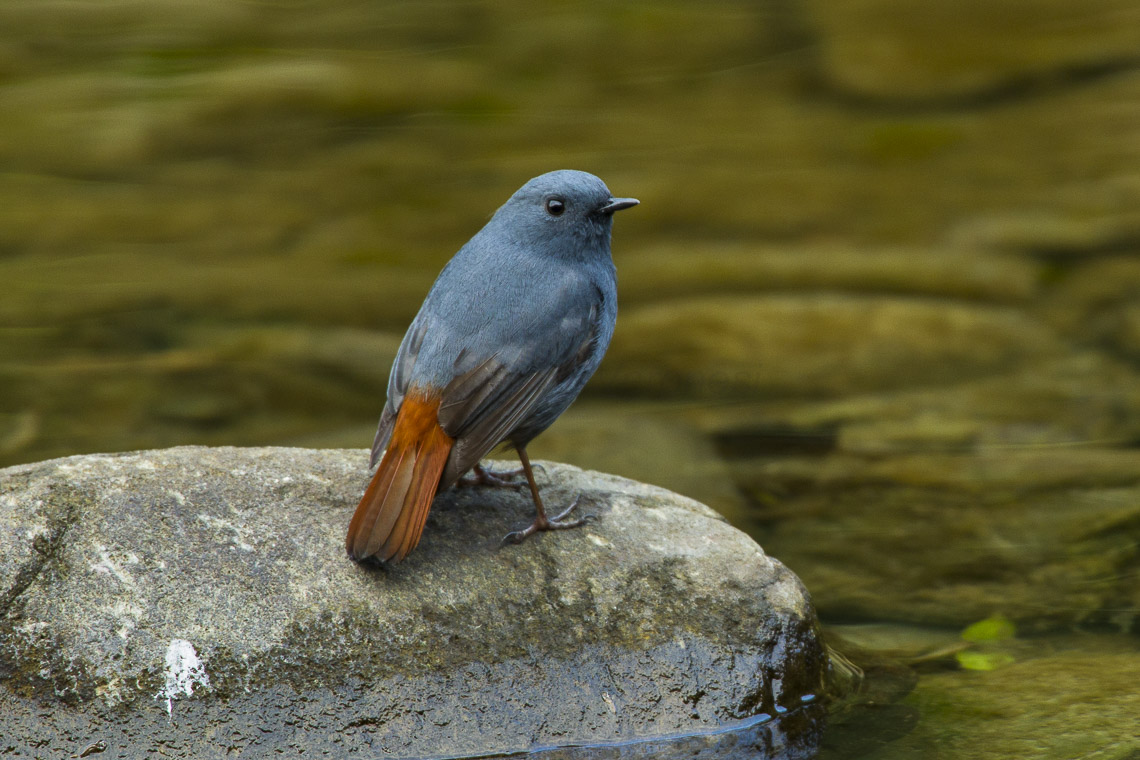
Nymphée fuligineuse, mâle, Taïwan

Le mâle, de couleur bleue ardoise, a une queue rouge rouillé,. 
Pour sa part, la femelle, de couleur gris pâle, a un croupion blanc,.

## Habitat
L'oiseau vit en Afghanistan, au Bhoutan, en Chine, en Inde, au Laos, au Myanmar, au Népal, au Pakistan, à Taïwan, en Thaïlande et au Viêt Nam,. Ses habitats préférés sont les cours d'eau, les nullahs et les rivières parsemées de rochers ombragés, ainsi que la végétation des rivages. Il semble préférer les cours d'eau où les populations d'insectes tels que les éphéméroptères sont plus nombreuses.
Cette espèce se trouve généralement à des altitudes relativement élevées ; dans l'Himalaya, elle a été vue à des altitudes variant de 2 000 à 4 300 m. Cependant, elle descend généralement à des altitudes moindres en hiver.
En 2012, la Nymphée fuligineuse se classait dans la catégorie des animaux qui sont une préoccupation mineure sur la Liste rouge de l'UICN, car sa population semblait être demeurée stable. Son aire de répartition mesure plus de 5 100 000 km2.

## Comportement
La Nymphée fuligineuse défend jalousement son habitat et fait preuve d'une grande agressivité envers ses congénères, mais tolère les autres espèces. L'un de ses vols de parade consiste à s'élever verticalement jusqu'à 5 ou 6 mètres, puis à plonger en piqué pour revenir au même endroit en traçant une spirale.